# Aleksander Pik
Aleksander Pik (ur. 10 maja 1873 w Łodzi, zm. 20 października 1943 w Warszawie) – generał major Armii Imperium Rosyjskiego i generał brygady Wojska Polskiego, adwokat.

## Życiorys
Był synem Karola i Marii z Kurnatowskich. Od 8 stycznia 1906 żonaty z Reginą z Marszałków, primo voto Chołodecką. Prawdopodobnie bezdzietny. Edukację odbierał w gimnazjum w Kaliszu (1883–1891), potem wstąpił do Twerskiej Szkoły Kwalerii, skończywszy ją w 1893, po czym w 1896 ukończył studia na Wydziale Prawa Uniwersytetu Warszawskiego.
W latach 1902–1908 pełnił służbę w korpusie sądownictwa marynarki wojennej. W latach 1908–1917 był szefem Wydziału Ustawodawczego w Głównym Zarządzie Sądownictwa Morskiego. W 1915 awansował na generała majora. Od czerwca 1917 pracował w Ministerstwie Sprawiedliwości Rosji.
20 listopada 1918 został przyjęty do Wojska Polskiego, w stopniu generała podporucznika, i przydzielony do Sekcji Prawnej Ministerstwa Spraw Wojskowych. 7 grudnia 1918 został mianowany szefem Departamentu II Wojskowo-Prawnego Ministerstwa Spraw Wojskowych. 21 lipca 1919 został członkiem Rady Wojskowej. W grudniu 1919 został wyznaczony na stanowisko szefa Departamentu VI Wojsko-Prawnego M.S.Wojsk. 10 marca 1920, po kolejnej reorganizacji ministerstwa, Naczelny Wódz mianował go szefem Oddziału VI Prawnego Sztabu M.S.Wojsk. 10 sierpnia 1921, z chwilą wejścia w życie pokojowej organizacji Ministerstwa Spraw Wojskowych, został szefem Departamentu IX Sprawiedliwości. 3 kwietnia 1924 minister spraw wojskowych zwolnił go ze stanowiska Naczelnego Prokuratora Wojskowego i pozostawił nadal na stanowisku szefa departamentu. 31 lipca 1924 Prezydent RP Stanisław Wojciechowski mianował go prezydentem Najwyższego Sądu Wojskowego w Warszawie, a Minister Spraw Wojskowych zwolnił ze stanowiska szefa departamentu. 10 czerwca 1926 Prezydent RP, Ignacy Mościcki zwolnił go ze stanowiska prezesa Najwyższego Sądu Wojskowego. Z dniem 1 marca 1927 roku został mu udzielony dwumiesięczny urlop z zachowaniem uposażenia, a z dniem 30 kwietnia 1927 roku został przeniesiony w stan spoczynku. Od 1930 był adwokatem w Warszawie.
Zmarł 20 października 1943 w Warszawie. Pochowany na cmentarzu ewangelicko-augsburskim (aleja 47-1-1).

## Awanse
- podporucznik (Подпоручик) – 1892
- porucznik (Поручик) – ?
- sztabsrotmistrz (Штабс-ротмистр) – 1896
- kapitan (Капитан) – ?
- podpułkownik (Подполковник) – ?
- pułkownik (Полковник) – ?
- generał major (Генерал-майор) – 1915
- generał podporucznik Korpusu Sądowego – 20 listopada 1918 z dniem przyjęcia do WP, zatwierdzony 1 maja 1920 z dniem 1 kwietnia 1920, w Korpusie Sądowym, w „grupie oficerów byłych Korpusów Wschodnich i byłej armii rosyjskiej”
- generał brygady – 3 maja 1922 zweryfikowany ze starszeństwem z 1 czerwca 1919 i 41. lokatą w korpusie generałów

## Ordery i odznaczenia
- Krzyż Komandorski Orderu Odrodzenia Polski (2 maja 1923)[10]